# Spicara nigricauda
 Spicara nigricauda és una espècie de peix de la família dels centracàntids i de l'ordre dels perciformes.

## Morfologia
Els mascles poden assolir els 20 cm de longitud total.

## Distribució geogràfica
Es troba des de Ghana fins a Angola.